# Franz von Paula Mayr

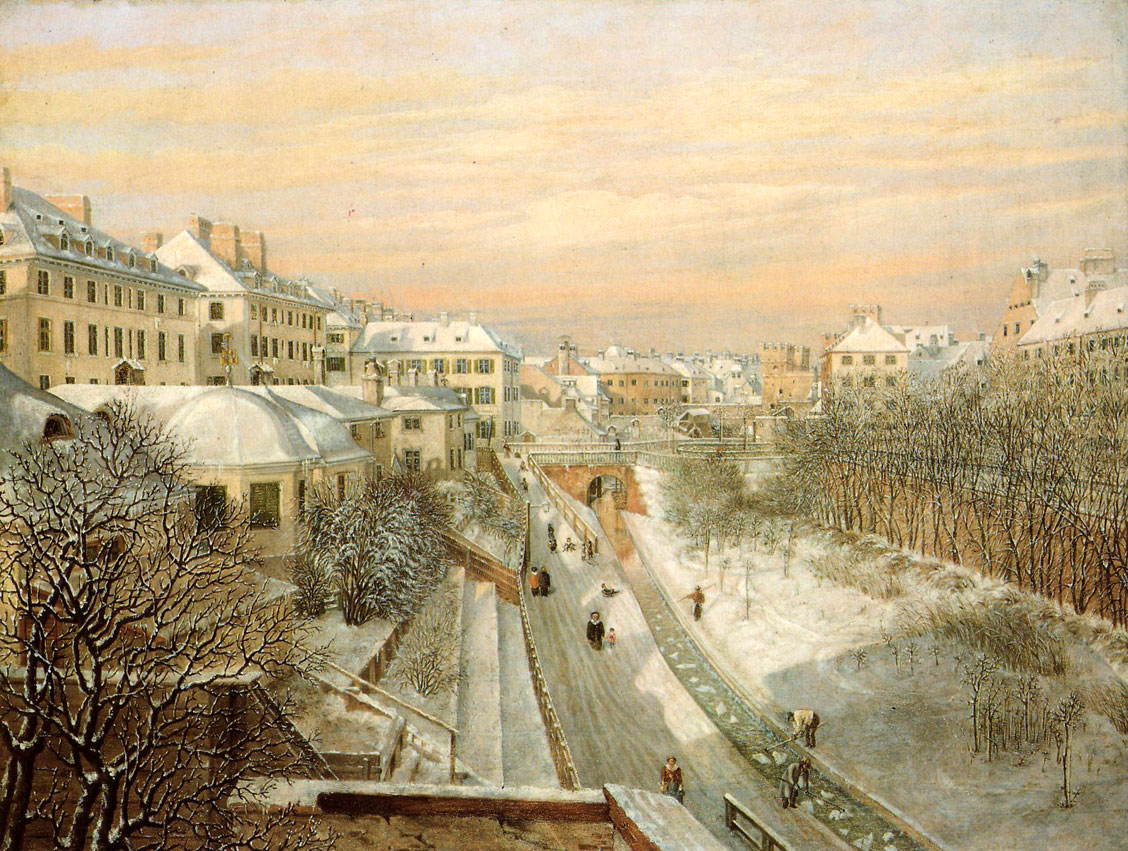
Westlicher Stadtgrabenbach zwischen Sendlinger Tor und Karlstor, Gemälde von Franz von Paula Mayr, 1842

Franz von Paula Mayr (* 1778 in Donaualtheim; † 1845) war ein deutscher Maler.
Mayr wurde in Donaualtheim im Hochstift Augsburg geboren. Er begann an der Universität Dillingen ein Studium der Kameralwissenschaften. Dann wurde er Kaufmann, was ihm jedoch nicht gefiel. Mayr trat dann als Ingenieur einen französischen Corps bei. Nach einiger Zeit nahm ihn das Zisterzienserkloster Fürstenzell auf. Als das Kloster 1803 im Zuge der Säkularisation in Bayern aufgelöst wurde, suchte Mayr sich eine Anstellung bei einem Gericht. Nach mehreren Bemühungen wurde Mayr beim Generalzoll- und Mautamt als Königlicher Direktionskommissionär in München angestellt.
Schon während seiner Anstellung begann Mayr mit 43 Jahren zu malen. Nach seiner Versetzung in den Ruhestand widmete er sich ganz der Malerei. Da er keine künstlerische Ausbildung erhalten hatte, waren seine ersten Werke noch unvollkommen. Durch Fleiß und Übung wurde er mit der Zeit immer besser. Seine Motive stammten hauptsächlich aus München. So malte er unter anderem Innenansichten der Frauenkirche, der St. Michaelskirche und der St. Kajetankirche, Ansichten Münchens aus der Vogelschau, mehrere kleinere Landschaften und viele Kopien andere Gemälde. Eines seiner Hauptwerke ist eine Rundansicht Münchens in Gouache in den Abmessungen 18 Schuh (etwa 5,25 m) lang und 5 Schuh (etwa 1,46 m) hoch. Er malte mit Ölfarbe auf Leinwand oder Blech sowie mit Gouache.